# Matalàs de salvament

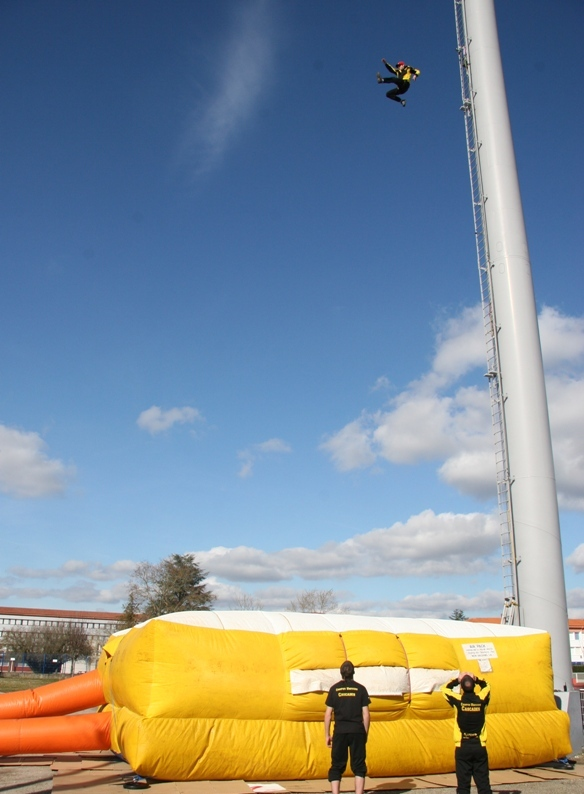
Matalàs de salvament

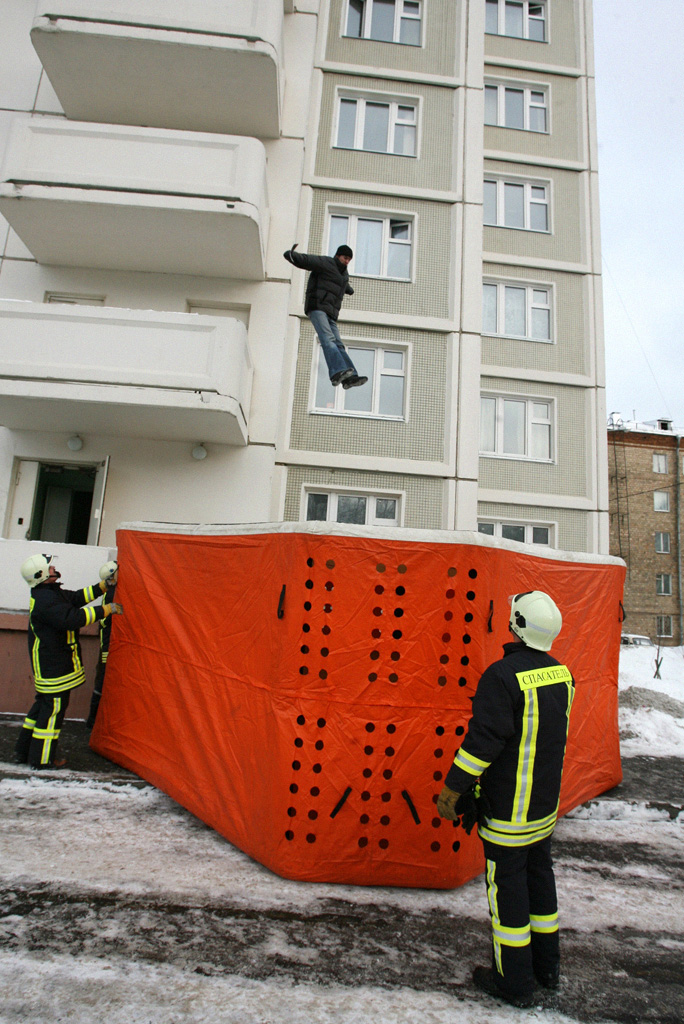
Matalàs de salvament

El matalàs de salvament o matalàs de salt és un coixí inflat d'aire que es col·loca al peu d'un edifici o estructura per a amortir la caiguda de les persones que hi han quedat atrapades i que han de saltar des d'una certa alçada.
Substitut de la lona de salvament, que subjectada per un grup de bombers per recollir una persona a punt de saltar d'un edifici en flames, tenia escassa fiabilitat i amb risc per als propis bombers, el matalàs de salvament és lleuger i fàcil de manipular per dues persones, s'infla amb una botella d'aire comprimit en 30 segons, o amb ventiladors.
Segons el model, l'alçada màxima de salt és de 16, 25 o 60 metres.
Es fabriquen en material resistent a la flama, a prova d'esquinçament i a prova de putrefacció.